# 圣维达勒
圣维达勒（法語：Saint-Vidal，法語發音：[sɛ̃ vidal]）是法国上卢瓦尔省的一个市镇，位于该省中部，属于勒皮区。

## 地理
圣维达勒（45°4'29"N, 3°48'0"E）面积7.71 平方千米，位于法国奥弗涅-罗讷-阿尔卑斯大区上盧瓦爾省，该省份为法国中南部省份，北起多姆山省和卢瓦尔省，西接康塔爾省，南至洛泽尔省，东临阿尔代什省。
与圣维达勒接壤的市镇（或旧市镇、城区）包括：博尔讷、沙斯皮扎克、卢德、波利尼亚克、圣波利安、桑萨克莱格利斯。

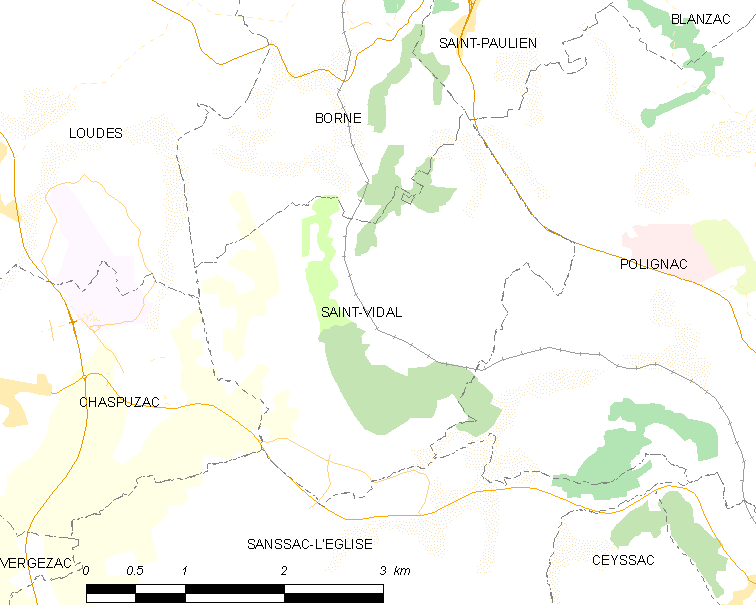
圣维达勒的OSM定位图

圣维达勒的时区为UTC+01:00、UTC+02:00（夏令时）。

## 行政
圣维达勒的邮政编码为43320，INSEE市镇编码为43229。

## 政治
圣维达勒所属的省级选区为圣波利安县。

## 人口

1962-2008年间圣维达勒人口变化图示

圣维达勒于2022年1月1日时的人口数量为609人。